# Feihyla hansenae
Feihyla hansenae es una especie de anfibios de la familia Rhacophoridae que habita en Tailandia y quizá en las zonas adyacentes de Camboya.
Esta especie se encuentra en peligro de extinción por la pérdida de su hábitat natural.